# Anypodetus macroceros
Anypodetus macroceros là một loài ruồi trong họ Asilidae. Anypodetus macroceros được Londt miêu tả năm 2000. Loài này phân bố ở vùng nhiệt đới châu Phi.